# Bolivaia spinosa
Bolivaia spinosa är en insektsart som beskrevs av Rauno E. Linnavuori och Delong 1979. Bolivaia spinosa ingår i släktet Bolivaia och familjen dvärgstritar. Inga underarter finns listade i Catalogue of Life.